# Staatsanwalt als Gruppenleiter
Ein Staatsanwalt als Gruppenleiter (StA (GL)) ist in den meisten Bundesländern der Bundesrepublik Deutschland das erste Beförderungsamt eines Staatsanwalts. Der Amtsinhaber ist häufig als ständiger Vertreter eines Oberstaatsanwalts (Abteilungsleiter bei einer Staatsanwaltschaft) tätig.

## Besoldung
Das Amt wird mit Besoldungsgruppe R 1 mit Amtszulage besoldet.

## Geschichte
Durch das Zweite Gesetz zur Vereinheitlichung und Neuregelung des Besoldungsrechts in Bund und Ländern (2. BesVNG) vom 23. Mai 1975 wurden die Amtsbezeichnungen der Richter und Staatsanwälte bundeseinheitlich geregelt. Dabei wurde auch die Amtsbezeichnung des Staatsanwalts als Gruppenleiter eingeführt. 
Infolge der Föderalismusreform 2006 und der damit einhergehenden Aufhebung der konkurrierenden Gesetzgebung für die Besoldung der Richter und Staatsanwälte haben die Bundesländer Baden-Württemberg und Niedersachsen die Amtsbezeichnung des Staatsanwalts als Gruppenleiter zugunsten der Amtsbezeichnung Erster Staatsanwalt abgeschafft. In anderen Bundesländern wie Rheinland-Pfalz gibt es überhaupt kein dem Staatsanwalt als Gruppenleiter  (Besoldungsgruppe R 1 mit Zulage) entsprechendes Amt mehr.

## Nachweise
1. ↑  BGBl. I, 1183, 1216 ff.
2. ↑  Landesbesoldungsgesetz vom 9. November 2010 (GBl. 793, 826)
3. ↑  Haushaltsbegleitgesetz 2014 vom 16. Dezember 2013, veröffentlicht im Niedersächsischen Gesetz- und Verordnungsblatt 2013, S. 310, 312; vgl. auch Landtags-Drucksache 17/576, S. 32.
4. ↑  Rh.-pf. Landesbesoldungsgesetz (LBesG) vom 18. Juni 2013  (GVBl. S. 157), Anlage 3